# ハビブ・ベイェ
ハビブ・ベイェ（Habib Beye, 1977年10月19日 - ）は、フランス・シュレンヌ出身の元セネガル代表サッカー選手、サッカー指導者。現役時代のポジションはDF（CB、RSB）。フランス語における一般的な読み方は「アビブ・ベイユ」である。

## 来歴
2001年にセネガル代表デビュー。アフリカネイションズカップ2002では史上初の決勝進出を果たした。セネガルとして初の出場となる2002 FIFAワールドカップのメンバーにも選ばれ、3試合に出場、ベスト8まで勝ち上がった。2008年までに45試合に出場、1得点をあげた。

## 代表歴

### 出場大会
- セネガル代表
  - FIFAワールドカップ: 2002 （ベスト8）
  - アフリカネイションズカップ: 2002、2004、2006、2008

### 試合数
- 国際Aマッチ 45試合 1得点（2001年-2008年）[1]

| セネガル代表 | 国際Aマッチ | 国際Aマッチ |
| 年           | 出場        | 得点        |
| ------------ | ----------- | ----------- |
| 2001         | 4           | 0           |
| 2002         | 8           | 0           |
| 2003         | 2           | 0           |
| 2004         | 12          | 1           |
| 2005         | 6           | 0           |
| 2006         | 5           | 0           |
| 2007         | 5           | 0           |
| 2008         | 3           | 0           |
| 通算         | 45          | 1           |

## タイトル

### クラブ
ストラスブール
- クープ・ドゥ・フランス : 2001

### 個人
- ニューカッスル・ユナイテッドFC年間最優秀選手 : 2008